# Aeshna
Aeshna és un gènere d'odonats anisòpters de la família Aeshnidae distribuït per la regió Holàrtica. El nom Aeshna va ser encunyat per l'entomòleg danès Johan Christian Fabricius al segle xviii.

## Taxonomia
Gènere Aeshna Fabricius, 1775
- Aeshna affinis (Van der Linden, 1820)
- Aeshna athalia (Needham, 1930)
- Aeshna baicalensis (Belyshev, 1964)
- Aeshna caerulea (Ström, 1783)
- Aeshna canadensis (Walker, 1908)
- Aeshna clepsydra (Say, 1839)
- Aeshna constricta (Say, 1839)
- Aeshna crenata (Hagen, 1856)
- Aeshna cyanea (Müller, 1764)
- Aeshna ellioti (Kirby, 1896)
- Aeshna eremita (Scudder, 1866)
- Aeshna flavifrons (Lichtenstein, 1976)
- Aeshna frontalis (Navás, 1936)
- Aeshna grandis (Linnaeus, 1758)
- Aeshna interrupta (Walker, 1908)
- Aeshna isoceles (Müller, 1767)
- Aeshna juncea (Linnaeus, 1758)
- Aeshna lucia (Needham, 1930)
- Aeshna meruensis (Sjöstedt, 1909)
- Aeshna minuscula (McLachlan, 1896)
- Aeshna mixta (Latreille, 1805)
- Aeshna moori (Pinhey, 1981)
- Aeshna nigroflava (Martin, 1908)
- Aeshna ossiliensis (Mierzejewski, 1913)
- Aeshna palmata (Hagen, 1856)
- Aeshna persephone (Donnelly, 1961)
- Aeshna petalura (Martin, 1909)
- Aeshna rileyi (Calvert, 1892)
- Aeshna scotias (Pinhey, 1952)
- Aeshna septentrionalis (Burmeister, 1839)
- Aeshna serrata (Hagen, 1856)
- Aeshna sitchensis (Hagen, 1861)
- Aeshna subarctica (Walker, 1908)
- Aeshna subpupillata (McLachlan, 1896)
- Aeshna tuberculifera (Walker, 1908)
- Aeshna umbrosa (Walker, 1908)
- Aeshna undulata (Bartenev, 1930)
- Aeshna verticalis (Hagen, 1861)
- Aeshna viridis (Eversmann, 1836)
- Aeshna walkeri (Kennedy, 1917)
- Aeshna williamsoniana (Calvert, 1905)
- Aeshna wittei (Fraser, 1955)
- Aeshna yemenensis (Waterston, 1985)